# Atentado à discoteca de Berlim em 1986
O atentado à discoteca de Berlim em 5 de abril de 1986 foi um ataque terrorista na discoteca La Belle, em Berlim Ocidental, Alemanha Ocidental.
Em 5 de abril de 1986 três pessoas foram mortas e cerca de 230 ficaram feridas quando discoteca La Belle foi bombardeada em Berlim Ocidental. O local de entretenimento era comumente frequentado por soldados dos Estados Unidos, e dois dos mortos e 79 dos feridos eram militares estadunidenses.
Uma bomba colocada debaixo de uma mesa perto do estande do DJ explodiu às 01h45 CET matando instantaneamente Nermin Hannay, uma mulher turca, e o sargento norte-americano Kenneth T. Ford. Um segundo sargento norte-americano, Alex E. Goins, morreu devido aos ferimentos em um beco com 3 pessoas do grupo que instalou a bomba. Algumas das vítimas ficaram permanentemente incapacitadas.
A Líbia foi responsabilizada pelo atentado pelo governo dos Estados Unidos, e o presidente dos Estados Unidos, Ronald Reagan ordenou ataques de retaliação sobre Tripoli e Benghazi, na Líbia, dez dias depois. Os ataques teriam matado pelo menos 15 pessoas, incluindo a filha adotiva de Muammar Kadafi.
Um julgamento de 2001 nos Estados Unidos estabeleceu que o atentado foi "planejado pelo serviço secreto líbio e na Embaixada da Líbia".